# Ctena
Ctena é um género de bivalves pertencente à família Lucinidae.
O género tem uma distribuição cosmopolita.

## Espécies
Espécies (lista incompleta):
- Codakia guppyi Woodring, 1925
- Codakia magnoliana (Dall, 1903)
- Codakia vendryesi Dall, 1903